# Mario Sciacqua
Mario Sciacqua (n. Berabevú, Santa Fe, 30 de agosto de 1970) es un ex futbolista y director técnico argentino.

## Trayectoria

### Como jugador
Realizó las inferiores en Newell's Old Boys. No alcanzó a jugar en Primera, aunque se dio el lujo de tener como técnico a Marcelo Bielsa. 
Tras su paso por el club rosarino, fichó por Colón para jugar la temporada 92/93 del Nacional B, llegando a jugar con ese equipo la recordada final del reducido por el ascenso ante Banfield en Córdoba. 
Formó parte del ascenso de Chacarita Juniors en la temporada 1998/9, obteniendo el ascenso a la máxima categoría del fútbol argentino con uno de los equipos más característicos y populares de Argentina.
Luego de continuar su carrera por breves años más en Arsenal, Deportivo Municipal y FBC Melgar (Perú), decidió retirarse y posteriormente se dedicó a la dirección técnica.

### Como entrenador

#### Ciclón Racing
Comenzó en el año 2003,  dirigiendo a diferentes categorías de las inferiores de Ciclón Racing. Llegó allí a dirigir la Primera en el ascenso de la Liga Santafesina, con la que salió campeón en los dos torneos disputados ese año.

#### Colón
En el año 2004 llegó a Colón, obteniendo en divisiones inferiores el título de campeón de Liga. Luego, se lo designó como DT del equipo de reserva, con el que también obtuvo un campeonato nacional en el año 2005. En el año 2007 fue designado Coordinador de las Inferiores y reclutó varios talentos.
Tras cuatro interinatos previos, en el año 2011 fue designado como DT definitivo del primer equipo de Colón, culminando un buen torneo en el Apertura 2011, que le valió al club la clasificación a la Copa Sudamericana 2012. Decidió renunciar al cargo de técnico al año siguiente, apenas comenzado el torneo Clausura 2012.
En 2013, a un año y medio de su salida, volvió a tomar el cargo de DT en Colón. En ese período, el club se encontraba en una grave crisis institucional, lo que motivó a que este período fuese corto y tras finalizar el torneo, abandonase el club nuevamente.

#### Gimnasia de Jujuy
En diciembre de 2013 fue confirmado como director técnico del club Gimnasia de Jujuy, entonces disputando el torneo B Nacional 2013/14. Allí culminó un buen torneo que le dio la permanencia al club en la segunda división nacional.
En el siguiente torneo, B Nacional 2014, el plantel a su mando realizó una gran campaña que los aproximó al ascenso, escapándosele el mismo increíblemente sobre el tramo final de la campaña. Esto marcó, por decisión propia del entrenador, el fin de su primer ciclo en Gimnasia de Jujuy.

#### San Luis de Quillota
En 2015 le llegó su primer experiencia internacional como entrenador del club San Luis de Quillota, entonces en la Primera División de Chile. Pese a tener buen arranque en la Copa Chile, los malos resultados en el torneo lo alejaron del club. 

#### Gimnasia de Jujuy
A fines del año 2015 tomó nuevamente el cargo de entrenador del primer equipo de Gimnasia de Jujuy, para hacerse cargo del mismo en el Torneo de Transición 2016. Realizó una buena primera campaña finalizando tercero en el torneo. Sin embargo, el siguiente torneo Primera B Nacional 16/17 no mostró los resultados esperados, renunciando en el transcurso del mismo tras aducir motivos personales y familiares.

#### Olimpo de Bahía Blanca
En diciembre de 2016 fue confirmado como técnico de Olimpo. Tras una gran campaña en la segunda rueda del Campeonato de Primera División 16/17, logró la permanencia en la Primera División. Sin embargo, tras un mal comienzo en las primeras 6 fechas de la  Superliga 2017-2018, presentó su renuncia en octubre de 2017.

#### Quilmes
En noviembre de 2017 fue presentado como entrenador de Quilmes, club recién descendido a la Segunda categoría del fútbol argentino. Se hizo cargo del equipo en el transcurso del torneo, en el que no logró ubicar al club en puestos de ascenso, lo que lo llevó a renunciar en 2018 tras finalizar su participación en aquel torneo.

#### Patronato
En septiembre de 2018 asumió como DT de Patronato, entonces disputando el Campeonato de Primera División 18/19. Allí, consiguió el objetivo de salvar al club del descenso. Sin embargo, el arranque de la Superliga 19/20 no fue bueno, por lo que renunció a su cargo en el transcurso del siguiente torneo.

#### Godoy Cruz
En el 2020, pero aún en transcurso del mismo torneo en el que dirigió a Patronato, fue presentado en Godoy Cruz. Dirigió al club en apenas 8 partidos entre el final del Superliga 19/20 y la suspendida por pandemia de coronavirus Copa de la Superliga 2020. En medio de la suspensión del fútbol por emergencia sanitaria, la dirigencia del club finalizó su vínculo.

#### Sarmiento de Junín
A fines del año 2020 fue anunciado como nuevo técnico en Sarmiento de Junín. Dirigió al equipo en el Campeonato Transición de Primera Nacional 2020, obteniendo en el mismo el campeonato y el ascenso a la Primera División. Su vínculo con el club finalizó en noviembre del 2021, de común acuerdo con la dirigencia de la institución y tras dirigir a la misma en los torneos Copa de la Liga Profesional y Liga Profesional.

### Como director deportivo
Asumió por primera vez el rol de director deportivo en Colón a comienzos de 2022.

## Clubes

### Como jugador
| Club                | País      | Año       | Partidos | Goles |
| ------------------- | --------- | --------- | -------- | ----- |
| Colón               | Argentina | 1991-1993 | 31       | 4     |
| Arsenal             | Argentina | 1993-1994 | 11       | 2     |
| Deportivo Municipal | Perú      | 1994-1995 | 29       | 8     |
| FBC Melgar          | Perú      | 1995-1996 | 38       | 11    |

### Como entrenador
Actualizado el 7 de junio de 2025. 
| Equipo                       | Torneo                    | Estadísticas | Estadísticas | Estadísticas | Estadísticas | Estadísticas | Estadísticas | Estadísticas | Estadísticas | Estadísticas |
| Equipo                       | Torneo                    | PJ           | G            | E            | P            | GF           | GC           | DG           | Puntos       | Efectividad% |
| ---------------------------- | ------------------------- | ------------ | ------------ | ------------ | ------------ | ------------ | ------------ | ------------ | ------------ | ------------ |
| Colón Argentina              | 2004-05                   | 1            | 0            | 1            | 0            | 1            | 1            | 0            | 1            | 33.33%       |
| Colón Argentina              | 2005-06                   | 3            | 0            | 0            | 3            | 0            | 4            | -4           | 0            | 0%           |
| Colón Argentina              | 2010-11                   | 11           | 3            | 2            | 6            | 11           | 13           | -2           | 11           | 33.33%       |
| Colón Argentina              | 2011-12                   | 21           | 8            | 8            | 5            | 19           | 17           | +2           | 32           | 50.79%       |
| Colón Argentina              | Copa Argentina 2011/12    | 1            | 1            | 0            | 0            | 2            | 1            | +1           | 3            | 100%         |
| Colón Argentina              | 2013-14                   | 8            | 0            | 2            | 6            | 2            | 13           | -11          | 2            | 8.33%        |
| Colón Argentina              | Total                     | 45           | 12           | 13           | 20           | 35           | 49           | -14          | 49           | 36.3%        |
| Gimnasia (J) Argentina       | 2013/14                   | 21           | 10           | 7            | 4            | 26           | 17           | +9           | 37           | 58.73%       |
| Gimnasia (J) Argentina       | Copa Argentina 2013/14    | 1            | 0            | 1            | 0            | 0            | 0            | 0            | 1            | 33.33%       |
| Gimnasia (J) Argentina       | 2014                      | 22           | 7            | 9            | 6            | 19           | 18           | +1           | 30           | 45.45%       |
| Gimnasia (J) Argentina       | Total                     | 44           | 17           | 17           | 10           | 45           | 35           | +10          | 68           | 51.52%       |
| San Luis · Chile             | 2015                      | 5            | 0            | 1            | 4            | 3            | 11           | -8           | 1            | 8.33%        |
| San Luis · Chile             | Copa Chile                | 8            | 3            | 4            | 1            | 11           | 8            | +3           | 13           | 54.17%       |
| San Luis · Chile             | Total                     | 13           | 3            | 5            | 5            | 14           | 19           | -5           | 14           | 35.9%        |
| Gimnasia (J) Argentina       | 2016                      | 21           | 11           | 5            | 5            | 26           | 16           | +10          | 38           | 60.32%       |
| Gimnasia (J) Argentina       | Copa Argentina 2015/16    | 1            | 0            | 1            | 0            | 1            | 1            | 0            | 1            | 33.33%       |
| Gimnasia (J) Argentina       | 2016-17                   | 16           | 4            | 9            | 3            | 13           | 11           | +2           | 21           | 43.75%       |
| Gimnasia (J) Argentina       | Total                     | 38           | 15           | 15           | 8            | 40           | 28           | +12          | 60           | 52.63%       |
| Gimnasia (J) Argentina       | Total en Gimnasia         | 82           | 32           | 32           | 18           | 85           | 63           | +22          | 128          | 52.03%       |
| Olimpo Argentina             | 2016-17                   | 16           | 6            | 5            | 5            | 24           | 17           | +7           | 23           | 47.92%       |
| Olimpo Argentina             | Copa Argentina 2016-17    | 3            | 3            | 0            | 0            | 8            | 4            | +4           | 9            | 100%         |
| Olimpo Argentina             | 2017-18                   | 6            | 0            | 1            | 5            | 2            | 11           | -9           | 1            | 6.67%        |
| Olimpo Argentina             | Total                     | 25           | 9            | 6            | 10           | 34           | 32           | +2           | 33           | 44%          |
| Quilmes Argentina            | 2017-18                   | 13           | 5            | 4            | 4            | 17           | 12           | +5           | 19           | 48.72%       |
| Quilmes Argentina            | Total                     | 13           | 5            | 4            | 4            | 17           | 12           | +5           | 19           | 48.72%       |
| Patronato Argentina          | 2018-19                   | 19           | 7            | 4            | 8            | 27           | 27           | 0            | 25           | 43.86%       |
| Patronato Argentina          | Copa Argentina 2018-19    | 2            | 0            | 1            | 1            | 1            | 2            | -1           | 1            | 16.67%       |
| Patronato Argentina          | Copa de la Superliga 2019 | 2            | 0            | 2            | 0            | 2            | 2            | 0            | 2            | 33.33%       |
| Patronato Argentina          | 2019-20                   | 14           | 3            | 4            | 7            | 11           | 20           | -9           | 13           | 30.95%       |
| Patronato Argentina          | Total                     | 37           | 10           | 11           | 16           | 41           | 51           | -10          | 41           | 36.94%       |
| Godoy Cruz Argentina         | 2019-20                   | 7            | 3            | 0            | 4            | 6            | 10           | -4           | 9            | 42.86%       |
| Godoy Cruz Argentina         | Copa de la Superliga 2020 | 1            | 0            | 0            | 1            | 1            | 4            | -3           | 0            | 0%           |
| Godoy Cruz Argentina         | Total                     | 8            | 3            | 0            | 5            | 7            | 14           | -7           | 9            | 37.5%        |
| Sarmiento de Junín Argentina | Transición PN 2020        | 5            | 2            | 3            | 0            | 5            | 3            | +2           | 9            | 60%          |
| Sarmiento de Junín Argentina | Copa de la LPF 2021       | 13           | 2            | 6            | 5            | 10           | 19           | -9           | 12           | 30.77%       |
| Sarmiento de Junín Argentina | Copa Argentina 2019-20    | 2            | 1            | 0            | 1            | 1            | 1            | 0            | 3            | 50%          |
| Sarmiento de Junín Argentina | 2021                      | 20           | 6            | 5            | 9            | 22           | 26           | -4           | 23           | 38.33%       |
| Sarmiento de Junín Argentina | Total                     | 40           | 11           | 14           | 15           | 38           | 49           | -11          | 47           | 39.17%       |
| Quilmes Argentina            | 2023                      | 28           | 12           | 7            | 9            | 30           | 23           | +7           | 43           | 51.19%       |
| Quilmes Argentina            | Total                     | 28           | 12           | 7            | 9            | 30           | 23           | +7           | 43           | 51.19%       |
| Quilmes Argentina            | Total en Quilmes          | 41           | 17           | 11           | 13           | 47           | 34           | +13          | 62           | 50.41%       |
| Atlanta Argentina            | 2024                      | 10           | 2            | 4            | 4            | 5            | 11           | -6           | 10           | 33.33%       |
| Atlanta Argentina            | Total                     | 10           | 2            | 4            | 4            | 5            | 11           | -6           | 10           | 33.33%       |
| Mitre (SdE) Argentina        | 2024                      | 24           | 10           | 12           | 2            | 21           | 12           | +9           | 42           | 58.33%       |
| Mitre (SdE) Argentina        | Copa Argentina 2024       | 2            | 1            | 1            | 0            | 1            | 0            | +1           | 4            | 66.67%       |
| Mitre (SdE) Argentina        | 2025                      | 17           | 5            | 6            | 6            | 11           | 10           | +1           | 21           | 41.18%       |
| Mitre (SdE) Argentina        | Total                     | 43           | 16           | 18           | 8            | 33           | 22           | +11          | 67           | 51.94%       |
| Total en sus equipos         | Total en sus equipos      | 344          | 115          | 115          | 114          | 339          | 344          | -5           | 460          | 44.57%       |

#### Resumen por competencias
Actualizado el 7 de junio de 2025. 
| Torneo                         | Estadísticas | Estadísticas | Estadísticas | Estadísticas | Estadísticas | Estadísticas | Estadísticas | Estadísticas | Estadísticas     |
| Torneo                         | PJ           | G            | E            | P            | GF           | GC           | DG           | Efectividad% | Mejor Resultado  |
| ------------------------------ | ------------ | ------------ | ------------ | ------------ | ------------ | ------------ | ------------ | ------------ | ---------------- |
| Primera División Argentina     | 126          | 36           | 32           | 58           | 126          | 159          | -33          | 37.04%       | 5.° Lugar        |
| Primera División · Chile       | 5            | 0            | 1            | 4            | 3            | 11           | -8           | 6.67%        | 16.° Lugar       |
| Primera B Nacional Argentina   | 177          | 68           | 66           | 43           | 183          | 142          | +40          | 51.14%       | Campeón          |
| Copa Argentina Argentina       | 12           | 6            | 4            | 2            | 14           | 9            | +5           | 61.11%       | Octavos de final |
| Copa de la Liga Argentina      | 13           | 2            | 6            | 5            | 10           | 19           | -9           | 30.77%       | 12.° Lugar       |
| Copa de la Superliga Argentina | 3            | 0            | 2            | 1            | 3            | 6            | -3           | 22.22%       | Primera Fase     |
| Copa Chile · Chile             | 8            | 3            | 4            | 1            | 11           | 8            | +3           | 54.17%       | Octavos de final |
| Total en competiciones         | 344          | 115          | 115          | 114          | 350          | 355          | -5           | 44.57%       | Un título        |

## Palmarés

### Como entrenador
| Título           | Club               | País      | Año  |
| ---------------- | ------------------ | --------- | ---- |
| Primera Nacional | Sarmiento de Junín | Argentina | 2020 |